# تای اویل
تای اویل (انگلیسی: Thai Oil) شرکت نفت تایلندی است، که در سال ۱۹۶۱ تأسیس شد.